# Nina Baumstein
Nina Baumstein (épouse Heissler), née le 18 octobre 1927 dans le 12e arrondissement de Paris et morte le 9 janvier 1994 à Chambéry (Savoie), est une résistante juive française, arrêtée le 22 février 1944 à Toulouse, comme membre des Mouvements unis de la Résistance (MUR), déportée le 18 avril 1944 à Ravensbrück, à 80 km au nord de Berlin, puis à Beendorf, en Saxe-Anhalt où elle est libérée le 1er mai 1945. Durant sa déportation elle rencontra d'autres femmes, communistes et résistantes, qui la prirent sous leurs ailes. Le "Parti" deviendra pour elle une référence politique et affective forte. Elle en fut cependant exclue ayant dénoncé l'existence des goulags, tout comme Henri Lefèbvre.
A sa libération, devenue asthmatique chronique , elle sera transférée en sanatorium. Elle décèdera prématurément et subitement le 9 janvier 1994 dans le train qui la menait à Chambéry pour y passer ses congés. Ce fut une femme de grande culture à l'esprit fin, éclectique et altruiste.

## Biographie
Nina Baumstein est née le 18 octobre 1927 dans le 12e arrondissement de Paris de parents immigrés de Russie. Son père, Alexandre Baumstein, né le 16 mars 1899 à Odessa, est mobilisé en 1939 et se retrouve sur la ligne Maginot.
Pendant la guerre, elle est agent de liaison pour la résistance à Toulouse. Arrêtée le 22 février 1944 à Toulouse, en tant que membre des Mouvements unis de la Résistance (MUR), elle est déportée vers Ravensbrück le 18 avril suivant puis vers Beendorf d'où elle est libérée le 1er mai 1945.

## Publications
Sous les noms de Nina Baumstein (la traduction de l'ouvrage de Pavlov) et de Nina Heissler (pour le reste de ses publications).
- Traduction:
  - Ivan Pavlov. Typologie et pathologie de l'activité nerveuse supérieure : vingt ans d'expérience sur l'étude objective de l'activité nerveuse supérieure des animaux. Traduction de Nina Baumstein. Paris : PUF - Presses universitaires de France, 1955[7]
- Seule auteur:
  - Nina Heissler, Laboratoire de psychologie sociale (Paris). La psychologie soviétique en face de quelqu'un de ses domaines d'application. Villejuif : M. Roelens, 1958[8]?

- Ouvrages en collaboration:
  - Nina Heissler, Pierre Lavy & André Candela. Diffusion du livre et développement de la lecture en Afrique, Tchad-Sénégal. France. Ministère de la coopération. Paris, Culture et développment, 1965[9]
  - Nina Heissler. Note sur une expérience de formation (Stage 116). Paris : Culture et Développement, 1967[10]
  - Joffre Dumazedier & Nina Heissler. Délinquance juvénile ; loisir et rééducation [11]
- Articles:
  - dans le journal: Enfance:
    - Comment l'enregistrement de réactions vasculaires peut mettre en évidence des systèmes d'associations verbales. 1967
    - Rééducation des déficients moteurs en U. R. S. S. 1957
    - Que lisent les enfants soviétiques ?. 1956
    - A propos du dessin : quelques opinions et travaux de psychologues soviétiques. 1955

  - dans L'Année psychologique: comptes rendus[12]